# Giro d’Italia 2021/4. Etappe
Die 4. Etappe des Giro d’Italia 2021 führte am 11. Mai 2021 über 187 Kilometer von Piacenza nach Sestola.
Sieger der Mittelgebirgsetappe wurde Joseph Dombrowski (UAE Team Emirates) mit 13 Sekunden Vorsprung vor Alessandro De Marchi (Israel Start-Up Nation). De Marchi übernahm die Maglia Rosa des Gesamtführenden von Filippo Ganna (Ineos Grenadiers, 115. auf 21:08 Minuten). Dombrowski übernahm die Führung in der Bergwertung.
Dombrowski und De Marchi waren Teil einer 25-köpfigen Spitzengruppe, die sich im flachen Etappenbeginn gebildet hatte. Aus dieser Gruppe heraus gewann Filippo Tagliani (Androni Giocattol) den ersten Zwischensprint und Francesco Gavazzi (Eolo-Kometa) die erste Bergwertung der 3. Kategorie. Auf der folgenden Abfahrt setzten sich Rein Taaramäe, Quinten Hermans (beide Intermarché-Wanty-Gobert Matériaux) und Christopher Juul Jensen (BikeExchange) ab. Hermanns fiel an der zweiten Bergwertung der 3. Kategorie zurück, die Taaramäe gewann. Am Schlussanstieg der 2. Kategorie schlossen die beiden Tagesersten auf und Dombrowski attackierte 4 Kilometer vor dem Ziel. Im Feld, welches einen Maximalrückstand von ca. 8:30 Minuten hatte, bestimmte über lange Zeit Ganna für seine Mannschaft Ineos Grenadiers das Tempo. An der letzten Steigung attackierte von den Favoriten Mikel Landa (Bahrain Victorious, 14. auf 1:37 Minuten). Von den anderen Favoriten konnten ihm nur Gannas Teamkollege Egan Bernal und Alexandre Vlasov (Astana-Premier Tech) folgen, während u. a. Topfavorit Simon Yates (BikeExchange) als 18. des Tages 1:48 Minuten verlor. Der Vorjahresvierte João Almeida wurde 49. und verlor 5:48 Minuten.

## Ergebnis
| \| Etappenergebnis \| Etappenergebnis \| Etappenergebnis \| Etappenergebnis \| Etappenergebnis \| \| Fahrer \| Fahrer \| Land \| Team \| Zeit \| \| --------------- \| ----------------------- \| ------------------ \| ---------------------------------- \| --------------- \| \| 1. \| Joseph Dombrowski \| Vereinigte Staaten \| UAE Team Emirates \| 4 h 58 min 38 s \| \| 2. \| Alessandro De Marchi \| Italien \| Israel Start-Up Nation \| + 13 s \| \| 3. \| Filippo Fiorelli \| Italien \| Bardiani CSF Faizanè \| + 27 s \| \| 4. \| Louis Vervaeke \| Belgien \| Alpecin-Fenix \| + 29 s \| \| 5. \| Jan Tratnik \| Slowenien \| Bahrain Victorious \| + 29 s \| \| 6. \| Attila Valter \| Ungarn \| Groupama-FDJ \| + 44 s \| \| 7. \| Nicolas Edet \| Frankreich \| Cofidis \| + 49 s \| \| 8. \| Nélson Oliveira \| Portugal \| Movistar Team \| + 57 s \| \| 9. \| Rein Taaramäe \| Estland \| Intermarché-Wanty-Gobert Matériaux \| + 1 min 33 s \| \| 10. \| Christopher Juul-Jensen \| Dänemark \| Team BikeExchange \| + 1 min 36 s \| |                         |                    |                                    |                 |
| |                         |                    |                                    |                 |
| Quelle: ProCyclingStats |                         |                    |                                    |                 |
| Etappenergebnis |                         |                    |                                    |                 |
| Fahrer | Fahrer                  | Land               | Team                               | Zeit            |
| 1. | Joseph Dombrowski       | Vereinigte Staaten | UAE Team Emirates                  | 4 h 58 min 38 s |
| 2. | Alessandro De Marchi    | Italien            | Israel Start-Up Nation             | + 13 s          |
| 3. | Filippo Fiorelli        | Italien            | Bardiani CSF Faizanè               | + 27 s          |
| 4. | Louis Vervaeke          | Belgien            | Alpecin-Fenix                      | + 29 s          |
| 5. | Jan Tratnik             | Slowenien          | Bahrain Victorious                 | + 29 s          |
| 6. | Attila Valter           | Ungarn             | Groupama-FDJ                       | + 44 s          |
| 7. | Nicolas Edet            | Frankreich         | Cofidis                            | + 49 s          |
| 8. | Nélson Oliveira         | Portugal           | Movistar Team                      | + 57 s          |
| 9. | Rein Taaramäe           | Estland            | Intermarché-Wanty-Gobert Matériaux | + 1 min 33 s    |
| 10. | Christopher Juul-Jensen | Dänemark           | Team BikeExchange                  | + 1 min 36 s    |

## Gesamtstände
| \| Gesamtwertung \| Gesamtwertung \| Gesamtwertung \| Gesamtwertung \| Gesamtwertung \| \| Fahrer \| Fahrer \| Land \| Team \| Zeit \| \| ------------- \| -------------------- \| ---------------------- \| ---------------------- \| ---------------- \| \| 1. \| Alessandro De Marchi \| Italien \| Israel Start-Up Nation \| 13 h 50 min 44 s \| \| 2. \| Joseph Dombrowski \| Vereinigte Staaten \| UAE Team Emirates \| + 22 s \| \| 3. \| Louis Vervaeke \| Belgien \| Alpecin-Fenix \| + 42 s \| \| 4. \| Nélson Oliveira \| Portugal \| Movistar Team \| + 48 s \| \| 5. \| Attila Valter \| Ungarn \| Groupama-FDJ \| + 1 min 00 s \| \| 6. \| Nicolas Edet \| Frankreich \| Cofidis \| + 1 min 15 s \| \| 7. \| Alexander Wlassow \| Russland \| Astana-Premier Tech \| + 1 min 24 s \| \| 8. \| Remco Evenepoel \| Belgien \| Deceuninck-Quick Step \| + 1 min 28 s \| \| 9. \| Alberto Bettiol \| Italien \| EF Education-Nippo \| + 1 min 37 s \| \| 10. \| Hugh Carthy \| Vereinigtes Königreich \| EF Education-Nippo \| + 1 min 38 s \| |                      |                        |                        |                  |
| |                      |                        |                        |                  |
| Quelle: ProCyclingStats |                      |                        |                        |                  |
| Gesamtwertung |                      |                        |                        |                  |
| Fahrer | Fahrer               | Land                   | Team                   | Zeit             |
| 1. | Alessandro De Marchi | Italien                | Israel Start-Up Nation | 13 h 50 min 44 s |
| 2. | Joseph Dombrowski    | Vereinigte Staaten     | UAE Team Emirates      | + 22 s           |
| 3. | Louis Vervaeke       | Belgien                | Alpecin-Fenix          | + 42 s           |
| 4. | Nélson Oliveira      | Portugal               | Movistar Team          | + 48 s           |
| 5. | Attila Valter        | Ungarn                 | Groupama-FDJ           | + 1 min 00 s     |
| 6. | Nicolas Edet         | Frankreich             | Cofidis                | + 1 min 15 s     |
| 7. | Alexander Wlassow    | Russland               | Astana-Premier Tech    | + 1 min 24 s     |
| 8. | Remco Evenepoel      | Belgien                | Deceuninck-Quick Step  | + 1 min 28 s     |
| 9. | Alberto Bettiol      | Italien                | EF Education-Nippo     | + 1 min 37 s     |
| 10. | Hugh Carthy          | Vereinigtes Königreich | EF Education-Nippo     | + 1 min 38 s     |

| Punktewertung | Punktewertung        | Punktewertung      | Punktewertung                      | Punktewertung |
| Fahrer        | Fahrer               | Land               | Team                               | Punkte        |
| ------------- | -------------------- | ------------------ | ---------------------------------- | ------------- |
| 1.            | Tim Merlier          | Belgien            | Alpecin-Fenix                      | 50 P.         |
| 2.            | Elia Viviani         | Italien            | Cofidis                            | 38 P.         |
| 3.            | Giacomo Nizzolo      | Italien            | Qhubeka Assos                      | 35 P.         |
| 4.            | Peter Sagan          | Slowakei           | Bora-Hansgrohe                     | 29 P.         |
| 5.            | Taco van der Hoorn   | Niederlande        | Intermarché-Wanty-Gobert Matériaux | 28 P.         |
| 6.            | Filippo Fiorelli     | Italien            | Bardiani CSF Faizanè               | 28 P.         |
| 7.            | Joseph Dombrowski    | Vereinigte Staaten | UAE Team Emirates                  | 25 P.         |
| 8.            | Davide Cimolai       | Italien            | Israel Start-Up Nation             | 25 P.         |
| 9.            | Filippo Tagliani     | Italien            | Androni Giocattoli-Sidermec        | 24 P.         |
| 10.           | Alessandro De Marchi | Italien            | Israel Start-Up Nation             | 23 P.         |

| Bergwertung | Bergwertung             | Bergwertung        | Bergwertung                        | Bergwertung |
| Fahrer      | Fahrer                  | Land               | Team                               | Punkte      |
| ----------- | ----------------------- | ------------------ | ---------------------------------- | ----------- |
| 1.          | Joseph Dombrowski       | Vereinigte Staaten | UAE Team Emirates                  | 18 P.       |
| 2.          | Vincenzo Albanese       | Italien            | Eolo-Kometa                        | 16 P.       |
| 3.          | Rein Taaramäe           | Estland            | Intermarché-Wanty-Gobert Matériaux | 13 P.       |
| 4.          | Alessandro De Marchi    | Italien            | Israel Start-Up Nation             | 10 P.       |
| 5.          | Francesco Gavazzi       | Italien            | Eolo-Kometa                        | 9 P.        |
| 6.          | Simon Pellaud           | Schweiz            | Androni Giocattoli-Sidermec        | 6 P.        |
| 7.          | Lars van den Berg       | Niederlande        | Groupama-FDJ                       | 6 P.        |
| 8.          | Christopher Juul-Jensen | Dänemark           | Team BikeExchange                  | 6 P.        |
| 9.          | Filippo Fiorelli        | Italien            | Bardiani CSF Faizanè               | 6 P.        |
| 10.         | Louis Vervaeke          | Belgien            | Alpecin-Fenix                      | 5 P.        |

| Nachwuchswertung | Nachwuchswertung       | Nachwuchswertung | Nachwuchswertung      | Nachwuchswertung |
| Fahrer           | Fahrer                 | Land             | Team                  | Zeit             |
| ---------------- | ---------------------- | ---------------- | --------------------- | ---------------- |
| 1.               | Attila Valter          | Ungarn           | Groupama-FDJ          | 13 h 51 min 44 s |
| 2.               | Alexander Wlassow      | Russland         | Astana-Premier Tech   | + 24 s           |
| 3.               | Remco Evenepoel        | Belgien          | Deceuninck-Quick Step | + 28 s           |
| 4.               | Egan Bernal            | Kolumbien        | Ineos Grenadiers      | + 39 s           |
| 5.               | Pavel Sivakov          | Russland         | Ineos Grenadiers      | + 1 min 08 s     |
| 6.               | Daniel Felipe Martínez | Kolumbien        | Ineos Grenadiers      | + 1 min 10 s     |
| 7.               | Jai Hindley            | Australien       | Team DSM              | + 1 min 20 s     |
| 8.               | Tobias Foss            | Norwegen         | Jumbo-Visma           | + 1 min 42 s     |
| 9.               | Gino Mäder             | Schweiz          | Bahrain Victorious    | + 1 min 55 s     |
| 10.              | Harold Tejada          | Kolumbien        | Astana-Premier Tech   | + 2 min 56 s     |

| Mannschaftswertung | Mannschaftswertung     | Mannschaftswertung           | Mannschaftswertung |
| Team               | Team                   | Land                         | Zeit               |
| ------------------ | ---------------------- | ---------------------------- | ------------------ |
| 1.                 | Bahrain Victorious     | Bahrain                      | 41 h 35 min 57 s   |
| 2.                 | Ineos Grenadiers       | Vereinigtes Königreich       | + 1 min 07 s       |
| 3.                 | UAE Team Emirates      | Vereinigte Arabische Emirate | + 1 min 16 s       |
| 4.                 | Team BikeExchange      | Australien                   | + 1 min 53 s       |
| 5.                 | EF Education-Nippo     | Vereinigte Staaten           | + 2 min 38 s       |
| 6.                 | Trek-Segafredo         | Vereinigte Staaten           | + 3 min 21 s       |
| 7.                 | Israel Start-Up Nation | Israel                       | + 4 min 43 s       |
| 8.                 | Deceuninck-Quick Step  | Belgien                      | + 5 min 55 s       |
| 9.                 | Jumbo-Visma            | Niederlande                  | + 6 min 19 s       |
| 10.                | Team DSM               | Deutschland                  | + 6 min 28 s       |